# Legyesbénye
Legyesbénye es un pueblo húngaro perteneciente al distrito de Szerencs, condado de Borsod-Abaúj-Zemplén.

## Superficie
Cuenta con una superficie de 20,31 km².

## Demografía
Hasta 2024 la población era de 1387 habitantes, con una densidad de población de 68,29 hab/km².
| Gráfica de evolución demográfica de Legyesbénye entre 2020 y 2024 |
|                                                                   |
| Datos según la Oficina Central de Estadística de Hungría.         |